# Pilörter
Pilörter (Persicaria) är en växtsläkte i familjen slideväxter med cirka 150 arter i den norra tempererade zonen.
Släktet har fått sitt namn av de lansettlika bladen, som liknar pilträdens blad. 